# Laurent Jaoui (journaliste)
Laurent Jaoui, né le 14 novembre 1969, est un journaliste et écrivain français.

## Carrière

### Télévision et radio
Laurent Jaoui commence sa carrière à Europe 1 dans les années 1990. Il travaille ensuite à Radio Méditerranée internationale (Médi 1), une radio franco-marocaine installée à Tanger. Il passe ensuite à RFI avant de participer en juillet 1998 à la création de L'Équipe TV. Il est ensuite engagé par France 2, où il collabore à l'émission Stade 2. Il s'occupe de la rubrique football. Daniel Bilalian le nomme en 2007 rédacteur en chef adjoint de France 2 Foot. À l'arrêt de l'émission, il est pressenti pour devenir rédacteur en chef de Stade 2, mais il rejoint finalement Europe 1 où il est nommé directeur adjoint des sports[réf. nécessaire].
En été 2010, il rejoint Canal+ pour y diriger la rédaction de la chaîne d'information InfoSport. En 2012, il est promu directeur de la chaîne, avant que la direction ne lui demande d'étendre ses responsabilités à l’ensemble du Groupe Canal+, ou il exerce en tant que rédacteur en chef de la rédaction Sport - Football.
Il dirige l’antenne de la chaîne Sport+ pendant la saison 2014-2015, avant de retourner à la direction de la rédaction d’Infosport+, la saison suivante. Aux côtés de Laurent Eichinger, il participe à la relance de la chaîne d’information sportive, effective lors de L’Euro 2016 de foot. Dès les Jeux Olympiques de Rio, il revient à Canal+ où il officie désormais en tant que directeur adjoint des rédactions sports.
Il participe occasionnellement à l'émission On refait le match avec Christophe Pacaud sur RTL. Il est ensuite sollicité par Europe 1 pour devenir chroniqueur sur « Les grandes voix du sport », présentées par Lionel Rosso et « Libre arbitre », présentée par François Clauss.
En 2013, Laurent Jaoui parraine le Grand Match Sport, l’un des trois Grands Concours organisés par le Groupe Canal+ qui est alors ouvert à 13 écoles de journalisme reconnues par la profession.
Il enseigne régulièrement à l’École Supérieure de Journalisme de Lille (ESJ), où il s’adresse à des étudiants spécialisés dans les filières radio et télévision.
En août 2020, Laurent Jaoui participe au film Kent, auteur de BD, entre ombre et lumière en conduisant un entretien avec Kent dans l'atelier de l'artiste, . Le film, produit et réalisé par Benjamin Herzberg, Directeur de GASP! Editions et ancien assistant de Will Eisner, revient sur la carrière d'auteur de Bande Dessinée de Kent dont son dernier roman graphique sur Elvis Presely avec Patrick Mahé. Dans le film, diffusé sur Youtube, Kent s'exprime sur Starshooter, Métal Hurlant, Futuropolis, Dionnet, Druillet, Tardi, Goscinny, Robial et Bernalin, et décrit son parcours et ses BD.
En été 2020, Laurent Jaoui co-produit et co-réalise avec Mathieu Jaubert le film Court-Circuit, un film documentaire de 60 minutes sur Benjamin Biolay et l'univers de la Formule 1 (diffusé en novembre 2020 sur Canal+). Le tournage, qui démarre autour du 1er Grand prix de Formule 1 de la saison le 5 juillet 2020, fait suite à l'album de Biolay Grand Prix, en hommage à la F1 et à ses héros. Grâce à ce film, Jaoui enregistre des confessions avec Alain Prost, un duo de Biolay avec un moteur Renault, et suit une immersion de Biolay à Maranello au siège de Ferrari avec Jean Alesi. Le film, en forme de road trip, présente des échanges inédits entre des professionnels de deux mondes, musique et sport, sur la performance et l’excellence, et est monté autour d'une bande son motorisée ponctuée de direct et d’images d'archives sur la légende de la course automobile.
En juin 2021, Laurent Jaoui quitte son poste de directeur adjoint de la rédaction des sports de Canal+ au terme de la saison de Ligue 1 et de Top 14.
Il rejoint alors Amazon en juillet 2021 pour y lancer une chaîne Prime Video Ligue 1 en tant que Directeur de la rédaction, à la suite de l'acquisition en juin 2021 par Amazon de 80 % des droits de diffusion de la Ligue 1 de la Ligue de Football Professionnel (LFP).
En août 2023, le journaliste est recruté en tant que Directeur par France Bleu du groupe Radio France. Laurent Jaoui devient alors Directeur de France Bleu Bourgogne.

### Écrivain
Parallèlement, Laurent Jaoui est l'auteur de plusieurs ouvrages.
En 2004, avec Lionel Rosso, Politique Football Club aux éditions Calmann-Lévy parait, un ouvrage explorant la passion du football chez les personnalités de la politique tels que Martine Aubry, François Baroin, Claude Bartolone, Jean-Louis Borloo, Olivier Besancenot, Jean-Marc Ayrault, Jean-Luc Bennahmias, Julien Dray, Guy Drut, François Bayrou, et Jean-Louis Debré.
En 2006, sort Coach Vahid, une vie comme un roman, toujours avec Lionel Rosso, aux éditions Calmann-Lévy. L'ouvrage décrypte le système de l’entraîneur de football bosniaque, Vahid Halilhodžić, tout en l'expliquant au travers des épreuves subies par l'homme depuis sa jeunesse.
En 2008, dix ans après la coupe du monde de 1998, il écrit Noirs en bleu, le football est-il raciste ? avec Jean-Yves Guérin, aux éditions Anne Carrière,  livre préfacé par Lilian Thuram,,.
En octobre 2010, il sort pour Autour du Livre, dans la collection Les Cahiers du Rock, Rock Français (1977-83) - Chronique d'un rendez-vous manqué, une enquête pour laquelle il a interviewé près de vingt interlocuteurs majeurs de la scène rock française de 1977 à 1983.
En 2013, il est approché par la revue Schnock, le « bookmag au ton décalé ». Il collabore à plusieurs numéros de ce trimestriel. Dans le numéro 6, il publie notamment deux articles sur Serge Gainsbourg, qui explorent le come-back du chanteur sur la scène musicale en 1978-1980. Au travers des collaborations atypiques de Serge Gainsbourg avec le groupe de rock français Bijou et avec l'attaché de presse Jacques Jakubowicz dit Jacky, les articles mettent en lumière une « période occultée mais essentielle de la bio gainsbourienne ».
En 2014, dans le numéro 10 du magazine, Laurent Jaoui produit et écrit le dossier qui fait la une du dixième numéro de Schnock, sur les acteurs des films Un éléphant ça trompe énormément et Nous irons tous au paradis, réalisés en 1976 et 1977 par Yves Robert. Laurent Jaoui signe notamment Je ne suis pas un gai luron, une interview de l'acteur et humoriste Guy Bedos. Dans cet article, Guy Bedos, qui vient alors de faire ses adieux à la scène sur les tréteaux de l'Olympia, le 23 décembre 2013 à Paris, revient sur ses rôles et évoque les fondamentaux de sa carrière. L’évocation sur la camaraderie masculine des films d'Yves Robert est complétée par L’enfoiré, un entretien avec l'acteur Claude Brasseur. En 2014 et 2017, sont également publiés une interview avec le comédien Jean-Luc Bideau dans le numéro 19, et une autre avec Jean-François Balmer dans le numéro 22, ainsi qu’un entretien avec l’homme de radio et de télévision Patrice Blanc-Francard, dans le numéro 24.
Dans le Grand Dossier du numéro 26 de Schnock sorti en mars 2018, Laurent Jaoui publie un long entretien avec Jean-Loup Dabadie, où sont évoquées les relations de l’écrivain, dialoguiste et parolier avec Serge Reggiani, Jean Gabin, Michel Polnareff, Julien Clerc, Claude Sautet, Yves Robert, Yves Montand, Claude Pinoteau et Jean Dujardin. Les témoignages et considérations de Dabadie recueillis dans l'interview sont repris par plusieurs organes de presse,,,,, avec des titres comme « Quand Jean-Loup Dabadie traitait Michel Polnareff de « vieux con » » ou « Jean Dujardin : quand Jean-Loup Dabadie balance sec sur son ancien ami ».
Dans Schnock n° 36 d'automne 2020, Laurent Jaoui publie un article de 12 pages : « Elton, Higelin, Bowie et moi », Laurent Thibault raconte les grandes heures du studio d'Hérouville. Il y raconte des anecdotes sur les rock stars qui ont séjourné et enregistré au studio du château et notamment comment, dans les années 70, sur le conseil d’Elton John, Laurent Thibault fait refaire l’acoustique de la cabine du studio pour ensuite y enregistrer les Bee Gees (Saturday Night Fever), Iggy Pop (The Idiot) et David Bowie (Low). Il donne les détails obtenus de Laurent Thibault dans la production de l'album No Man’s Land de Jacques Higelin ou encore J’aime regarder les filles de Patrick Coutin, dont il révèle que Thibault en a écrit la musique, mais sans la signer et sans avoir jamais reçu de rémunération de Patrick Coutin, et ce malgré le succès de la chanson.
En 2021, Laurent Jaoui publie aux éditions du Castor Astral : Hérouville, le château hanté du rock,,. Ce récit retrace les quinze années d’existence du célèbre studio d’enregistrement, à partir d'une trentaine de témoignages. L'ouvrage (avec 90 photos et documents) est préfacé par Benjamin Biolay et contient une postface de Marie-Claude Magne ainsi qu'un entretien entre Alain Dister et Laurent Thibault. Jaoui y raconte au travers d'entretiens et de recherches comment des artistes tels qu'Elton John, David Bowie, T. Rex, Pink Floyd, Iggy Pop, Marvin Gaye, Bee Gees, Fleetwood Mac, Magma, Gong, Jacques Higelin, Patrick Coutin, CharlÉlie Couture, Bernard Lavilliers, ou Claude Nougaro ont vécu au château d'Hérouville lors de ces moments de création. Le 16 mai 2021, Georges Lang sur RTL consacre à l'auteur et à son livre une émission de deux heures lors des Nocturnes de RTL. 
Dans la revue Schnock N°48, d'automne 2023, consacrée à Karl Lagerfeld, Laurent Jaoui publie un entretien de 14 pages avec Jean-Patrick Capdevielle : « Je n’ai pas une âme de boutiquier ».
En octobre 2023, Laurent Jaoui publie au Castor Astral Radio Rock - Les grands animateurs racontent, un livre qui retrace l’histoire des émissions musicales radiophoniques les plus emblématiques. Le livre est composé d'entretiens avec une quinzaine de présentateurs qui ont marqué l’histoire de la musique sur la bande FM française : Georges Lang, Yves Bigot, Francis Zegut, Éric Jean-Jean, Rebecca Manzoni, Patrice Blanc-Francard ou Émilie Mazoyer,,,. 
En juin 2024, Laurent Jaoui publie chez GM Editions dans la collection Archives de la FNAC l'ouvrage intitulé "Sport & Musique: Pour l'amour du jeu - Chroniques, anecdotes concerts, une histoire sportive tout en musique!, , distribué à 2 000 adhérents de la FNAC. Ce livre associe des chroniques sportives à des références musicales, évoquant plus d'une centaine d'artistes tels que The Clash, The Who, Bruce Springsteen, Damon Albarn ou Miossec. Chaque chapitre relie un événement ou un lieu sportif à une œuvre musicale, illustré par des pochettes de disques. L'ouvrage offre une expérience combinant lecture et écoute musicale. 